# 아든 머린
아든 머린(Arden Myrin, 1973년 12월 10일 ~ )은 미국의 배우, 코메디언이다.

## 출연 작품
- 헤드샵 (2018)
- 배드 캅 (2013)
- 롱 (2012)
- 서버가토리 (2011)
- 어 리틀 헬프 (2010)
- 굿모닝 에브리원 (2010)
- 럭키 원스 (2008)
- 에반 올마이티 (2007)
- 키친 컨피덴셜 (2005)
- 크리스마스 건너뛰기 (2004)
- 킨제이 보고서 (2004)
- 오토 포커스 (2002)
- 하이웨이 (2002)
- 버블 보이 (2001)
- 워킹 (1997)
- 프렌즈 (1994)